# Верхнечернавское муниципальное образование
Верхнечернавское муниципальное образование — сельское поселение в Вольском районе Саратовской области Российской Федерации.
Административный центр — село Верхняя Чернавка.

## История
Статус и границы сельского поселения установлены Законом Саратовской области от 27 декабря 2004 года № 86-ЗСО «О муниципальных образованиях, входящих в состав Вольского муниципального района».

## Население
| 2010  | 2011  | 2012  | 2013  | 2014  | 2015  | 2016  |
| ----- | ----- | ----- | ----- | ----- | ----- | ----- |
| 1064  | ↘1060 | ↘1048 | ↗1063 | ↘1055 | ↘1052 | ↘1050 |
| 2017  | 2018  | 2019  | 2020  | 2021  |       |       |
| ↗1060 | ↘1057 | ↘1029 | ↘1014 | ↘953  |       |       |

## Состав сельского поселения
| № | Населённый пункт | Тип населённого пункта       | Население |
| - | ---------------- | ---------------------------- | --------- |
| 1 | Верхняя Чернавка | село, административный центр | ↘953      |